# كول أوف جوريز
كول أوف جوريز (بالإنجليزية: Call of Juarez)‏ ، هي لعبة فيديو إلكترونية وهي الجزء الأول من سلسلة كول أوف جوريز ، صدرت في السوق سنة 2006م والتي طورها ستوديو ماكلاند البولندية ونشرها شركة يوبي سوفت الفرنسية ، وتدعم لأنظمة إكس بوكس 360 والحاسب الشخصي لنظام تشغيل ويندوز.